# 库亚巴

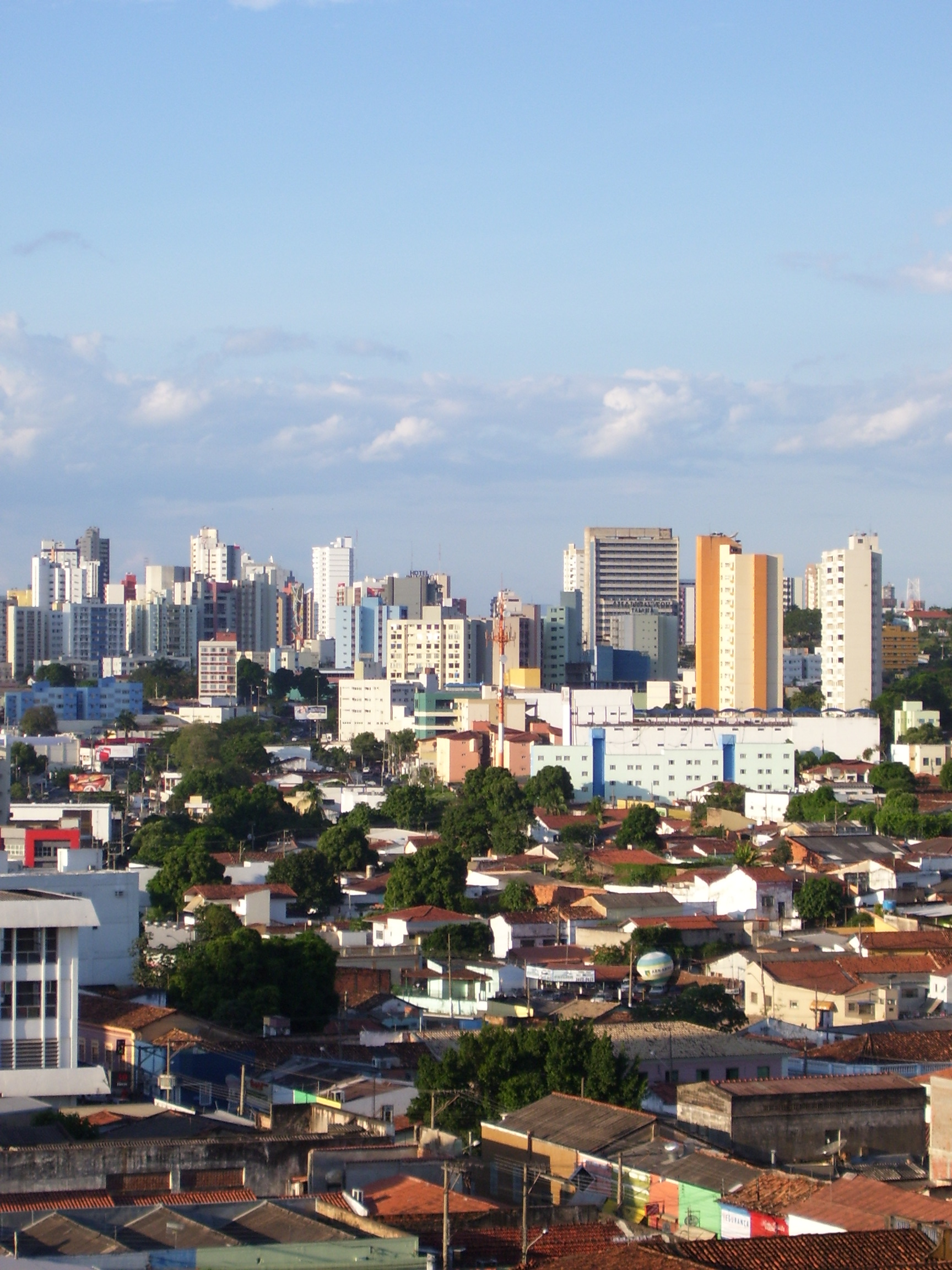
库亚巴

库亚巴（葡萄牙語發音：[kujaˈba]）是位于巴西马托格罗索州的城市，也是该州的首府，人口508,156（2003年）。

## 历史

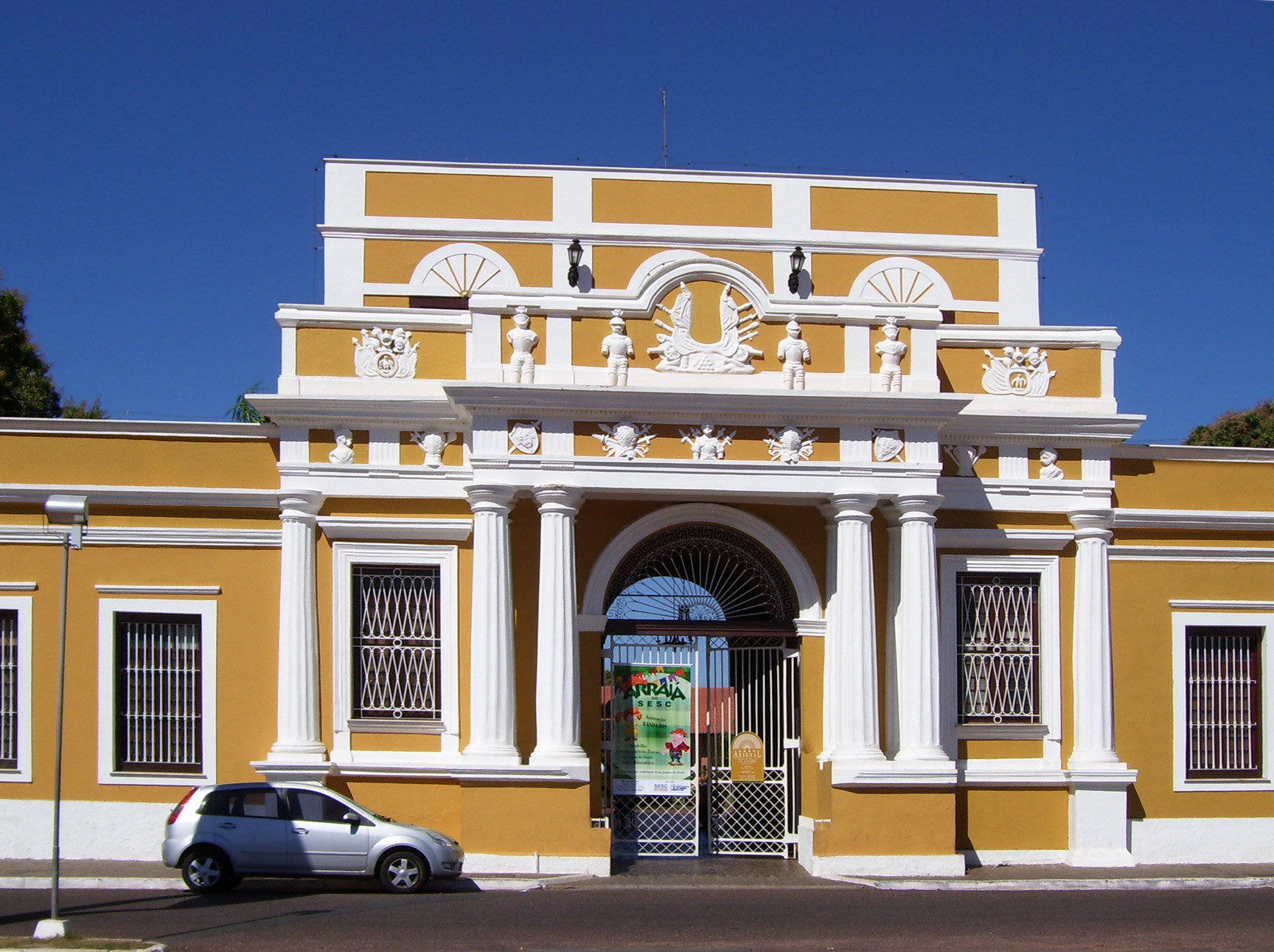
库亚巴市中心建筑

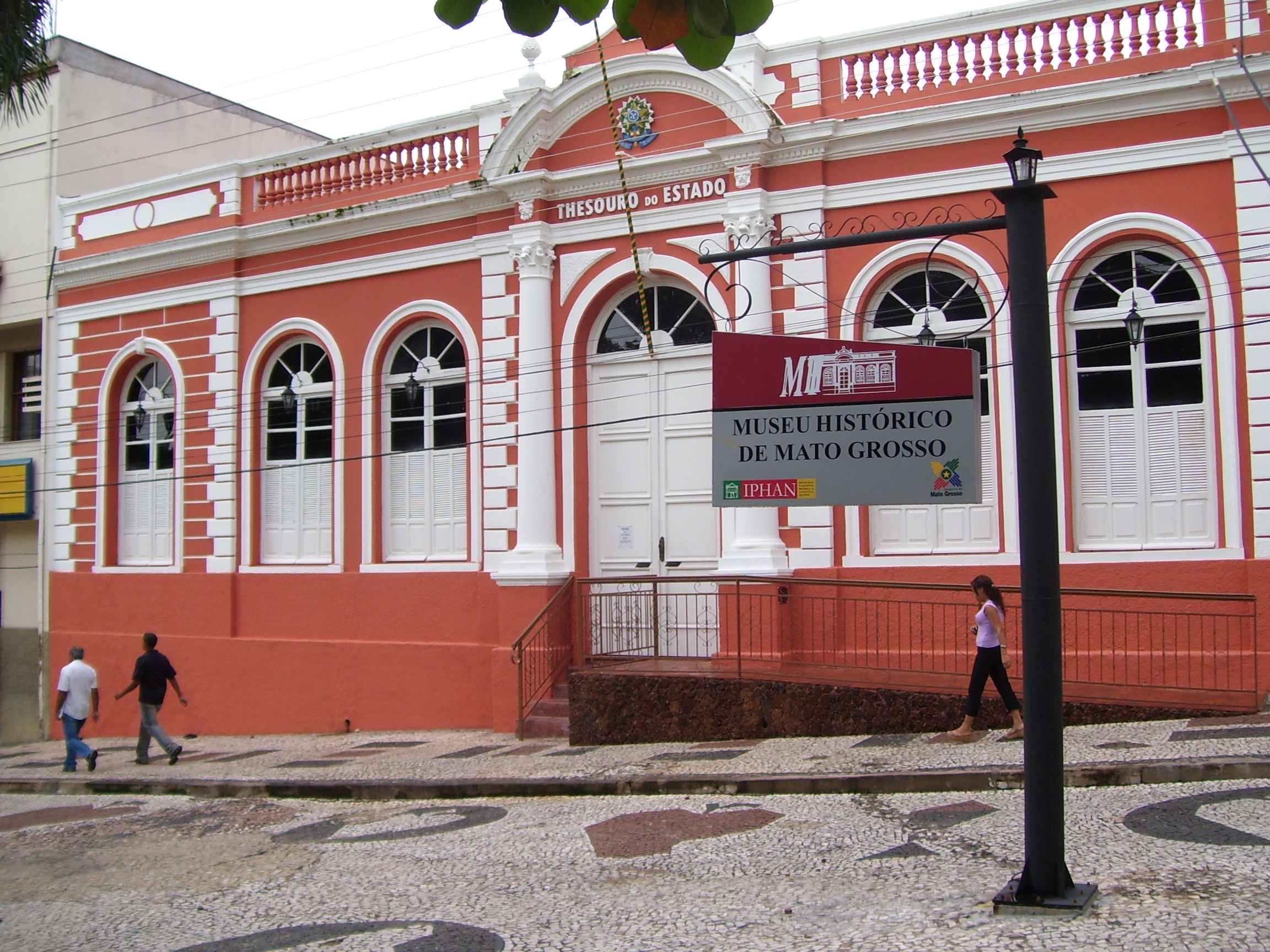
库亚巴建筑

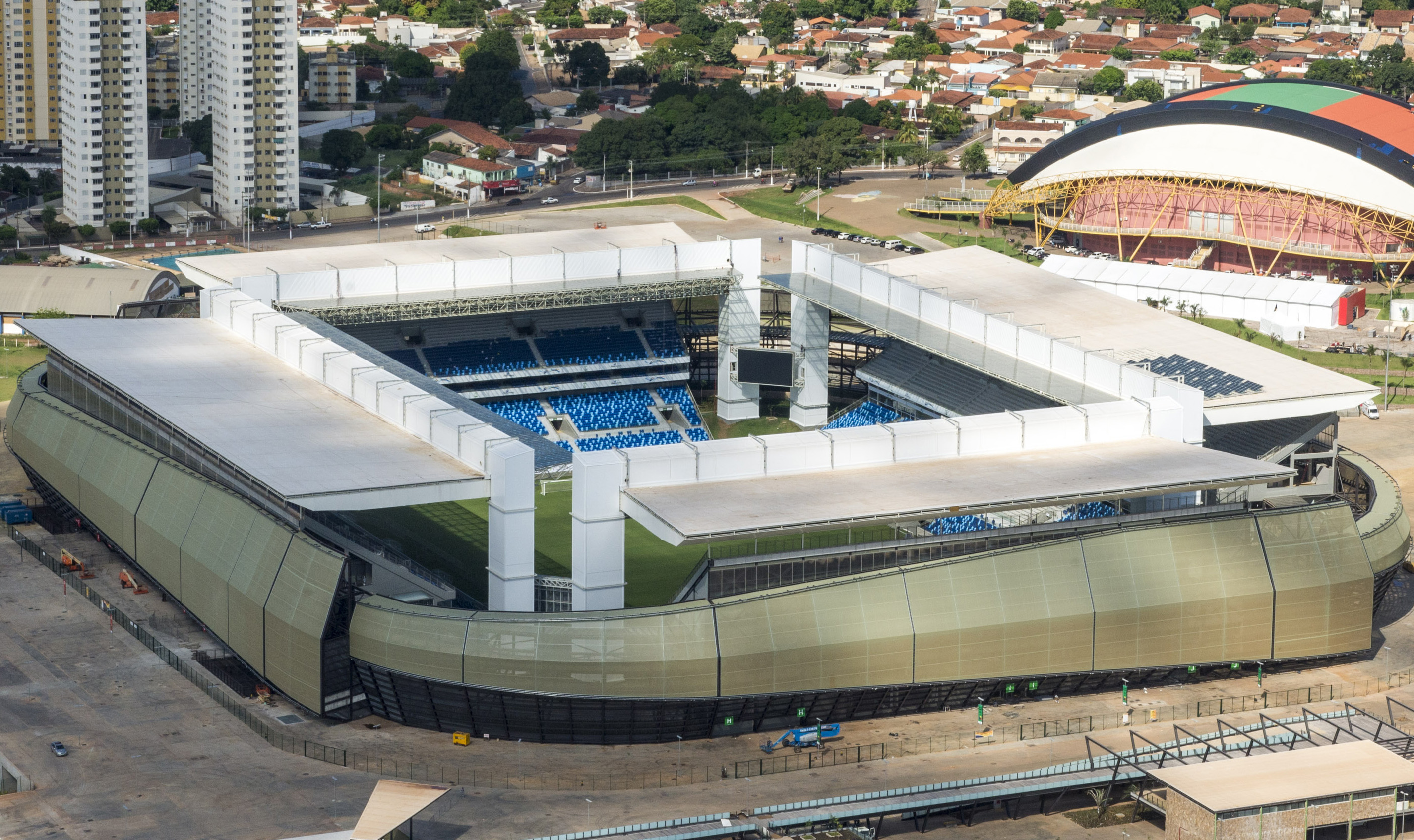
库亚巴体育场

该城始建于1727年1月1日（287年），由罗德里戈·塞萨尔·梅内塞斯，圣保罗队长在当时的西班牙领土管辖权的区域，更确切地说在巴拉圭省。
1722年，有大量黄金在普林哈酒店被发现。有混淆阿拉伊阿尔达叉子，成立于1719年4月8日，出于意识形态的原因成立。历史研究表明有差别，声称1月1日将是阿拉伊阿尔达叉子一类镇解除之日止。什么是不合逻辑的，因为你不能找到一个城市，将被发现在一年后的地方。因此，在4月8日，这个城市的基础上，第一个巴西人西上签字。在雷阿尔城做先生苏斯去库亚巴，因为它被指定在殖民时代，对获得1818年9月17日城市地位，并在1835年8月国家资本（股本之前曾是维拉贝拉达幸福特林达德） 。
在十八世纪下半叶，金用尽后，该市进入衰退，这将与三国同盟战争和发明的基础设施改变。经济是基于甘蔗的时期。但在十九世纪末，全市再次停滞，剩下的，直到1930年。在此期间，隔离造成城市成长在一个特定的方式和文化变得独特。
从1930年的隔离消失的铁路连接，戈亚斯州和圣保罗，以及商业航空。增长的热潮发生在1960年以后，随着联邦资金的转移和国家的解决方案。在20世纪70年代和80年代的城市增长很多，但基础设施服务并没有迅速扩大。农业业务拓展至整个国家，这个城市开始了现代化和工业化。在20年内成为一个大都市。
1990年后，人口增长率下降，旅游业也开始被看作是收入的来源。居民超过50万，城市生活与交通拥堵，越来越多的暴力，缺乏基本的卫生和社会不平等。

## 经济
库亚巴的经济主要集中在商业和工业。贸易主要由食品，纺织，家电行业构成。工业部门是基于农业的综合企业。随着工业区拥有必要的基础设施，以及在能源和运输领域，资本已经从全国各地区吸引的公司。 如今，旅游业是作为一个重要的经济替代。它是2014巴西世界杯的主办城市之一。

## 文化
有基于葡萄牙，非洲和美洲印地安人的影响非常丰富的地方文化。库亚巴是家庭对一个有趣的印度风味美食，本土舞蹈，手工艺和音乐。当地的舞蹈和音乐传统上连接到天主教圣徒的崇拜，像圣本笃（城市的守护神），但今天是世俗的。